# العلاقات الأفغانية الماليزية
العلاقات الأفغانية الماليزية هي العلاقات الثنائية التي تجمع بين أفغانستان وماليزيا.

## مقارنة بين البلدين
هذه مقارنة عامة ومرجعية للدولتين:
| وجه المقارنة                                              | أفغانستان                    | ماليزيا       |
| --------------------------------------------------------- | ---------------------------- | ------------- |
| المساحة (كم2)                                             | 652.23 ألف                   | 330.29 ألف    |
| عدد السكان (نسمة)                                         | 34.94 مليون                  | 31.62 مليون   |
| الكثافة السكانية (ن./كم²)                                 | 53.57                        | 95.73         |
| العاصمة                                                   | كابل                         | كوالالمبور    |
| اللغة الرسمية                                             | اللغة البشتوية، اللغة الدرية | لغة ماليزية   |
| العملة                                                    | أفغاني                       | رينغيت ماليزي |
| الناتج المحلي الإجمالي (بليون دولار)                      | 20.82 مليار                  | 314.50 مليار  |
| الناتج المحلي الإجمالي (تعادل القوة الشرائية) بليون دولار | 62.62 مليار                  | 817.43 مليار  |
| الناتج المحلي الإجمالي الاسمي للفرد دولار أمريكي          | 594                          | 9.77 ألف      |
| الناتج المحلي الإجمالي للفرد دولار أمريكي                 | 1.93 ألف                     | 25.64 ألف     |
| مؤشر التنمية البشرية                                      | 0.479                        | 0.779         |
| رمز المكالمات الدولي                                      | +93                          | +60           |
| رمز الإنترنت                                              | .af                          | .my           |
| المنطقة الزمنية                                           | ت ع م+04:30                  | ت ع م+08:00   |

## منظمات دولية مشتركة
يشترك البلدان في عضوية مجموعة من المنظمات الدولية، منها:
| علم المنظمة | اسم المنظمة                               | تاريخ انضمام أفغانستان | تاريخ انضمام ماليزيا |
| ----------- | ----------------------------------------- | ---------------------- | -------------------- |
|             | بنك التنمية الآسيوي                       | 1966                   | 1966                 |
|             | مؤسسة التنمية الدولية                     | 2 فبراير 1961          | 24 سبتمبر 1960       |
|             | يونسكو                                    | 4 مايو 1948            | 16 يونيو 1958        |
|             | وكالة ضمان الاستثمار متعدد الأطراف        | 16 يونيو 2003          | 6 ديسمبر 1991        |
|             | الأمم المتحدة                             | 19 نوفمبر 1946         | 17 سبتمبر 1957       |
|             | الاتحاد البريدي العالمي                   | ?                      | ?                    |
|             | البنك الدولي للإنشاء والتعمير             | 14 يوليو 1995          | 7 مارس 1958          |
|             | منظمة التعاون الإسلامي                    | ?                      | ?                    |
|             | منظمة حظر الأسلحة الكيميائية              | ?                      | ?                    |
|             | مؤسسة التمويل الدولية                     | 23 سبتمبر 1957         | 20 مارس 1958         |
|             | الاتحاد الدولي للاتصالات                  | 12 أبريل 1928          | 3 فبراير 1958        |
|             | المركز الدولي لتسوية المنازعات الاستشارية | 25 يوليو 1968          | 14 أكتوبر 1966       |
|             | منظمة الشرطة الجنائية الدولية             | ?                      | ?                    |

## وصلات خارجية
- موقع وزارة الخارجية الأفغانية
- موقع وزارة الخارجية الماليزية